# Epicadus heterogaster
Epicadus heterogaster är en spindelart som först beskrevs av Félix Édouard Guérin-Méneville 1829.  Epicadus heterogaster ingår i släktet Epicadus och familjen krabbspindlar. Utöver nominatformen finns också underarten E. h. scholagriculae.